# ジョン・カーディ
ジョン・ローレンス・カディ（John Lawrence Cardy IPA: [dʒɒnlɔ.ɹənskɑː（ɹ）dɪ]、1947年3月19日 - ）は、イギリス出身のアメリカ合衆国の理論物理学者である。

## 経歴
共形場理論に貢献し、これは理論統計力学と物性物理学に重要な役割を果たした。特にカーディ公式を発見したことで知られる。
ケンブリッジ大学で1971年に博士号を取得し、カリフォルニア大学サンタバーバラ校で1977年に教授になった。 1993年オックスフォード大学に移籍した。1991年王立協会フェローに選出。

## 受賞歴
- 2000年 - ポール・ディラック賞
- 2004年 - ラルス・オンサーガー賞
- 2010年 - ボルツマン賞
- 2011年 - ICTPのディラック・メダル
- 2024年 - 基礎物理学ブレイクスルー賞

## 参照
1. ↑  John L. Cardy (Feb 21,1992). “Critical percolation in finite geometries”. Journal of Physics A: Mathematical and General 25 (4):  L201–L206. arXiv:hep-th/9111026. Bibcode: 1992JPhA...25L.201C. doi:10.1088/0305-4470/25/4/009.